# Doris (mytologi)
I grekisk mytologi är Doris en vacker, grönhårig havsnymf, en av okeaniderna. 
Dotter till Okeanos och Tethys, maka till Nereus, moder till femtio döttrar, de så kallade nereiderna.